# Quercus galeanensis
Quercus galeanensis — вид рослин з родини букових (Fagaceae); ендемік  штатів Тамауліпас і Нуево-Леон — Мексика.

## Опис
Це кущ до 3 метрів заввишки. Гілочки тонкі, з густими зірчастими волосками спочатку, стаючи безволосими. Листки стійкі 2 роки, довгасті, еліптичні до обернено-ланцетоподібних, товсті і шкірясті, 2–3 × 1–1.5 см; основа усічена або майже серцеподібна, іноді тупа; верхівка загострена; край трохи згорнутий, цілий або з 1–3 парами щетинистих зубів біля верхівки; верх блискуче-зелений, голий; низ трохи блідіше з деякими волосками; ніжка більш-менш гола, 3–7 мм завдовжки. Жіночі суцвіття 2–8 мм завдовжки, з 1–2 квітками. Жолуді однорічні, маленькі (0.9 × 0.7–0.8 см), дозрівають у жовтні, поодинокі, сидячі або майже так, темно-коричневі, смугасті; чашечка охоплює 1/2 горіха.

## Поширення й екологія
Ендемік штатів Тамауліпас і Нуево-Леон — Мексика.
Цей вид росте в ксерофільних чагарниках і лісах; на висотах 1900–2500 м.

## Загрози
Століття вирубки та обробітку майже повністю знищили рідні сосново-дубові ліси Східної Сьєрри Мадре. Зараз основними загрозами для цього виду є лісозаготівля, видобуток смоли та сільськогосподарська діяльність.